# فرانسیس له
فرانسیس لِه (فرانسوی: Francis Lai‎؛ زادهٔ ۲۶ آوریل ۱۹۳۲ – درگذشته ۷ نوامبر ۲۰۱۸) آهنگساز فرانسوی بود. آهنگ «داستان عشق» که برای فیلمی به همین نام ساخته شده، از جمله آثارِ لِه است. از دیگر آثار سینمایی او می توان به موسیقی فیلم خورشید در چشمان تو اشاره کرد.
وی همچنین برنده جوایزی همچون جایزه اسکار بهترین موسیقی فیلم شده‌است.